# Scandia Metric
Scandia Metric var ett svenskt företag inom mätteknik och datorteknik, som framför allt utvecklade och sålde datorer för industriella ändamål.
Företaget grundades i maj 1965 av Karl-Johan Börjesson då han erbjöds ta över instrumentverksamheten vid svenska delen av Philips där han arbetat i 25 år.  Datorverksamheten byggdes upp i början av 1970-talet, och innefattade försäljning av minidatorer för industriautomation och till universitet och högskolor.

## Agentur för Computer Automation, Compucorp och Zilog
Scandia Metric började i början av 1970-talet att importera och sälja datorn Alpha LSI som tillverkades av Computer Automation i USA. Scandia Metric sålde c:a 1000 av dessa datorer i Sverige speciellt till skolor för utbildning i datateknik, delvis som en OEM-produkt åt Facit, Cybernetic, Elektronlund och Datasaab.
Runt 1974 började man importera och sälja Compucorp 326, en mindre beräkningsdator för industrin.
Företaget blev även agentur för Zilog och sålde flera utvecklings-set och mjukmvaruverktyg för utveckling av mjukvara på Zilog Z80.

## Projektet ABC 80

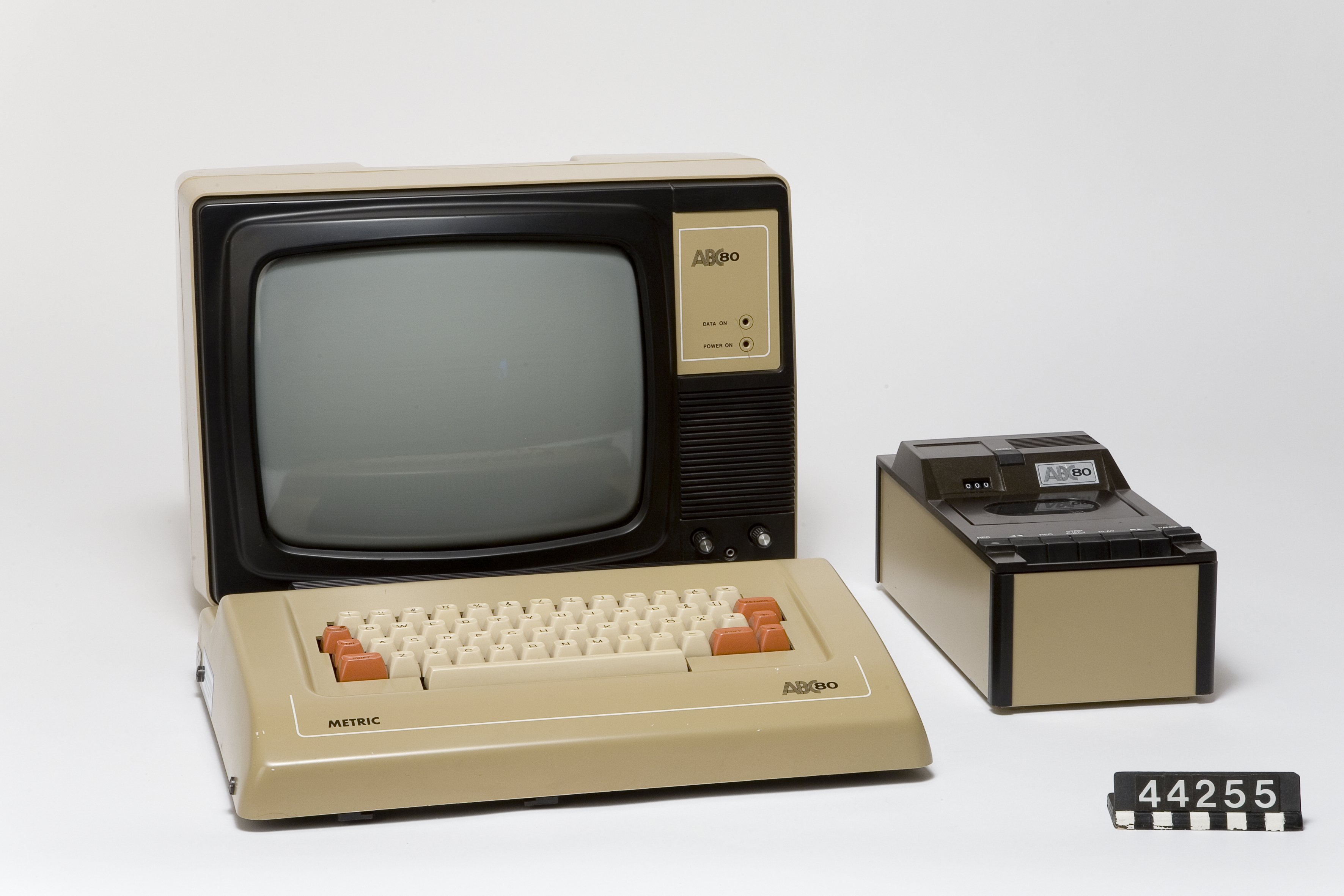
Luxor ABC 80 persondator

Tillsammans med Dataindustrier AB drog man igång det projekt som blev ABC 80 sedan Luxor AB kommit in som tillverkare. Datorn lanserades 1978 och såldes dels av Luxor och dels av Scandia Metric.
I samarbetet med Luxor hade Scandia Metric lovat att utveckla en diskettstation och en skrivare till ABC 80. Utvecklingen av kringutrustning så som diskettenhet och skrivare med mera fördröjdes under 1979 och ledde till samarbetssvårigheter mellan företagen. Scandia Metric hade svårt att utveckla diskettenheten FD-2 pga överhettning. och i maj fick Dataindustrier istället leverera DD-80, som tillverkades av Sattco. DD-80 kunde lagra 150 KB per skiva, och Sattco planerade flera uppföljare i konkurrens med Scandia Metric. Den skrivare (P 40) som Scandia Metric tagit fram var så dålig att Luxor valde att anpassa en Centronicsskrivare till ABC 80 men även dessa hade för låg kvalitet.
På grund av problemen med kringutrustning slutade samarbetet mellan Scandia Metric och Luxor att fungera. Andra faktorer som knäckte samarbetet vara att Luxor började utveckla programvara trots att detta enligt avtalet skulle utföras av Scandia Metric, och att Luxors försäljare började göra intrång på den marknad som enligt avtalet mellan företagen tillhörde Scandia Metric, exempelvis skolor och större företag. Scandia Metric började också exportera ABC 80 till det tyska företaget Techno-Term som utvecklat ett kortsystem med teknik som konkurrerade med DataBoard 4680, vilket ledde till att samarbetet mellan Scandia Metric och Dataindustrier sprack. Efter detta reducerades Scandia Metrics roll till försäljning av ABC 80 och alla framtida generationer av Luxor-datorer från ABC 800 utvecklades av Luxor och Dataindustrier utan medverkan av Scandia Metric.

## Metric 85
Bland senare produkter märktes Metric 85, ursprungligen en amerikansk produkt vid namn Compucorp 655, en dedikerad ordbehandlare med eget operativsystem och egen Basic-tolk, och Metric 8 med CP/M, som lanserades 1983.

## Slutet för företaget
År 1981 köptes Scandia Metric av Incentive och ingick därefter i underbolaget Incentive Advanced Systems AB. År 1983 startade grundaren Karl-Johan Börjesson istället Jet Computer som utvecklade datorn JET-80.